# Jean-François Pescheux
Jean-François Pescheux est un ancien coureur cycliste et directeur de course français né le 21 mars 1952 à Nemours. Il est sociétaire au club cycliste local du ACBB Paris. Il est le directeur technique des épreuves d'Amaury Sport Organisation jusqu'en 2013.

## Biographie

### Carrière cycliste
Jean-François Pescheux naît à Nemours près de Paris. Il commence le cyclisme en 1967 dans le club du Moret Sportif. Après une carrière amateur durant laquelle, de 1967 à 1975, il mêle piste et route en remportant plus de 70 victoires, il est recruté par la petite équipe Jobo-Wolber-La France. Au cours de cette première année, il se classe troisième du championnat de France de vitesse individuelle. Durant sa carrière, il se distingue comme un bon sprinteur. Il participe à trois Tours de France, durant lesquels il est souvent bien placé dans les étapes de plaine. Fin 1981, à 29 ans, il décide de se retirer après avoir remporté six courses chez les professionnels.

### Organisation du Tour de France
À partir de 1982, Jean-François Pescheux travaille pour l'organisation du Tour de France. Il travaille d'abord au service de Jacques Goddet et Félix Lévitan. Puis, après les passages éclair de Xavier Louy et Jean-Pierre Courcol, il devient directeur technique puis, à partir de 2005, directeur de course adjoint auprès de Christian Prudhomme. Il dirige par ailleurs l'ensemble des autres épreuves d'Amaury Sport Organisation. À la fin de la saison 2013, il prend sa retraite, Thierry Gouvenou lui succède.
Même officiellement retraité, il travaille ensuite auprès de l'Union cycliste internationale (UCI), en tant que conseiller technique sur les courses.

### Président de l’équipe cycliste de l'Armée de Terre
En 2017, il devient président de l'équipe de l'Armée de Terre, avec comme objectif d'accompagner l'équipe en deuxième division. En novembre 2017, le ministère des Armées annonce aux coureurs la disparition de l'équipe, qui ne courra donc pas la saison 2018.

## Palmarès sur route

### Palmarès amateur
- 1973
  -  Champion de France ASSU sur route
  - 3e de Paris-Briare
- 1975
  - 2e du Grand Prix de l'Équipe et du CV 19e

### Palmarès professionnel
- 1979
  - 2e étape du Circuit de la Sarthe
  - Nice-Alassio
- 1980
  - 4ea étape des Quatre Jours de Dunkerque
  - 3e du Tour de l'Oise et de la Somme

## Résultats sur les grands tours

### Tour de France
3 participations
- 1978 : abandon (15e étape)
- 1979 : 73e
- 1981 : 88e

## Palmarès sur piste

### Championnats de France
- 1972
  -  Champion de France ASSU juniors de vitesse
  -  Champion de France ASSU juniors du kilomètre
- 1973
  - 2e du championnat de France ASSU du kilomètre
- 1976
  - 3e du championnat de France de vitesse
- 1978
  - 3e du championnat de France de vitesse